# Американка (деревня)
Американка (какое-то время также Ивановка, Васильевка) — историческое поселение в городе Находки Приморского края России (в районе автобусной остановки «Волна»)бывшая деревня/посёлок.  Имело статус деревни, затем посёлка.
Деревня образована выходцами из Черниговской губернии в 20-х числах августа 1907 года на месте корейского селения. Прежде в этой местности существовало поселение финляндцев (ок. 1870). Ныне на месте деревни стоят дома потомков первопоселенцев, сохранился первый построенный в деревне деревянный дом Кондрата Шевченко. 

## География
Основана на берегах реки Каменки
На американской карте 1943 года Американка показана на сухой местности в окружении болот (болота в районе улиц Малиновского, Сидоренко, Поповской пади, ещё восточнее в направлении станции Находка обширные болота начинались приблизительно от остановки Водоканал).

## Топоним
Название Американка дано переселенцами 25 августа 1907 года. 

## История

### Дореволюционный период

#### Образование деревни
По воспоминаниям находкинского старожила У. И. Шевцовой, до образования деревни на местность приезжали ходоки, которые высматривали место, где можно расселить, сколько семей, чтобы организовать поезд для переселенцев из Украины.
В 20-х числах августа 1907 года на переселенческом участке «Американский» переселенцы приняли решение об образовании деревни Американка из 36 хозяйств; пункт 2 приговора от 25 августа 1907 года: «…Мы нижеподписавшиеся переселенцы… собравшись на сход сего числа… постановили… дать название селению „Американка“». Поначалу селение именовалось по имени первого старосты Ивановкой, затем Васильевкой. Позднее по указанию управляющего переселенческим пунктом Черновского деревня была названа именем залива Американкой.
Основателями деревни были 200 человек — выходцев из Черниговской губернии, которые прибыли на берега залива Америка в мае 1907 года. В товарных вагонах они добирались до Владивостока более двух с половиной месяцев, где пересели на пароход «Олег». По прибытии к новому месту жительства они увидели три корейские фанзы и два русских дома рыбака и охотника Альфреда Ивановича Берга с пасынками Николотовыми.
Из воспоминаний старожила Н. Макаровой об образовании деревни Американки в 1961 году: «Двинулись в путь на пароходе „Олег“. На рассвете увидели тихую бухту. Местность была почти безлюдна. Люди сходили на берег притихшие, серьёзные. Высадились, столпились в кучу. На новом месте ни кола, ни двора». Семьям Андрея Жаворонка, Ивана Турлака и Кондрата Шевченко корейцы уступили две фанзы, остальные переселенцы разместились в шалашах. Первым построил дом Кондрат Шевченко: этот дом стоит до сих пор (2021). Земли уже были раскорчёваны корейцами.

#### Дальнейшая жизнь
Крестьяне брали наделы земли в районе Золотарей и Тихангоу. Сеяли пшеницу, гречиху, овёс, коноплю. Зерно обмолачивать возили в Тихангоу. Часть земли сдавали в аренду корейцам.
В 1910 году образованы рыбацкие переселенческие участки Американка 1 и Американка 2. В 1912 году принято решение о переносе 1-классного приходского училища из села Зембрены в село Американку. В июне 1914 года в селении Американка открыт самостоятельный приход, священником в котором назначен Иоанн Стефаненко. В 1915 году священник Сучанской походной миссионерской церкви в селе Америке Владивостокской епархии Иоанн Стефаненко обратился с прошением генерал-губернатору Амурского края: «По прибытии в приход я несколько раз обращал внимание сельского общества и сельского старосты на то, чтобы они огородили свое сельское кладбище…. Кладбище находится в деревне на песчаном месте — частые ветры сдувают землю с могилок и в довершении животные (свиньи) попирают его своими ногами и больше разрывают могилы. Картина очень нежелательная и антихристианская».
По статистике 1914 года на землях деревни Американки проживало 806 человек, в том числе 367 русских и 439 иностранцев. В 1915 году в Американке было 70 дворов, проживало 806 человек. В 1917 году в Американке проживало 565 человек.
До революции деревня административно входила в состав Сучанской волости Ольгинского уезда Приморской области с центром в селе Владимиро-Александровском.

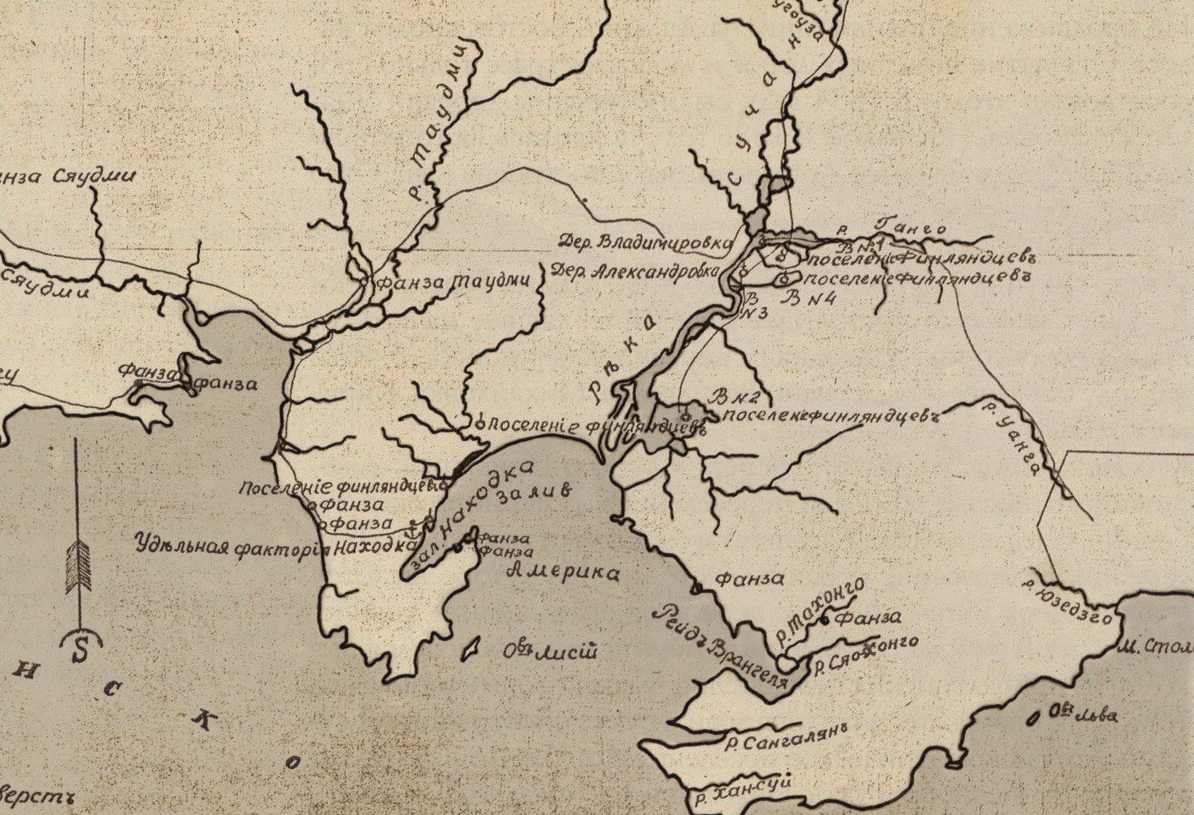
Поселение финляндцев на месте Американки (1869)
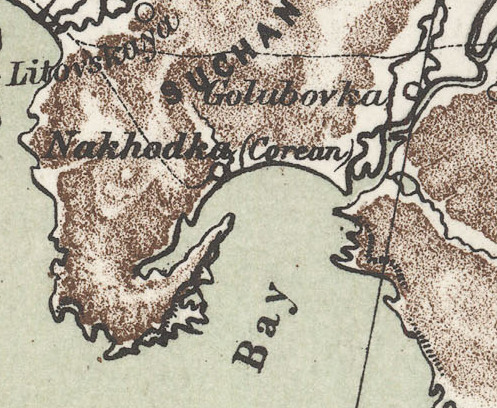
Корейское селение Находка: на берегах Каменки (1905)

### Советский период
По воспоминаниям старожила Американки П. М. Кривоносова, «царская власть сменилась незаметно, так же, как меняется и сейчас».
В 1917 году в Американке появился сельский совет, председателем которого стал Афанасий Быконя. Весенним утром 1919 года деревня подверглась артиллерийскому обстрелу английского крейсера «Кент». Из воспоминаний старожила Ксении Костыриной: «С корабля из орудий начали обстреливать Американку. Произошло это в шесть часов утра. Услышав выстрелы, мы проснулись и стали смотреть в окно: в заливе стоял пароход голубого цвета. От разрывавшихся в деревне снарядов стёкла в окнах дрожали, люди разбегались и прятались». Шестеро членов сельского совета вместе с Афанасием Быконей 22 апреля 1919 года были отведены белогвардейцами к морю и расстреляны. Похоронены на деревенском кладбище. В память об этом событии на площади Партизан у реки Каменка в 1967 году был установлен монумент.
В 1923 году был образован Американский сельский совет. В 1923 году в деревне было 131 хозяйство, в том числе 38 фанз корейцев. В 1926 году в Американке было 89 хозяйств, в том числе 87 крестьянского типа, 87 русских хозяйств, население — 494 человек.
В 1930-е годы в Американке появился колхоз «Искра». В 1932 году в результате передела земли русские, корейцы и китайцы получили по 15 соток. В том же году крестьянам запретили сеять зерновые культуры. По воспоминаниям Костыриной, в тот период многих арестовывали и расстреливали, среди них были и жители Американки: «Хорошие люди были, а за что их расстреляли, никто не знает». По воспоминаниям П. М. Кривоносова, «приезжали вооружённые люди, забирали и увозили с концами. Некоторые из раскулаченных были бедные… Аресты производило НКВД… Всех корейцев выселили в 1936—1937 годах по указанию Сталина убрать жёлтую расу с Дальнего Востока». По воспоминаниям М. К. Шевченко, когда раскулачивать стали, народ разбежался кто-куда, некоторые уезжали за границу. Имущество раскулаченных забирали и продавали на торгах: собирались у дома председателя сельсовета и с крыльца объявляли, что продаётся и сколько стоит; кто большу цену скажет, тот и хозяин.
По воспоминаниям Костыриной, бедных жителей в деревне было мало, в основном жили в достатке. По воспоминаниям старожила Б. Романова: «…В районе Пади Ободной было небольшое поселение крестьян-бедняков — деревня Американка дворов 30». По воспоминаниям М. К. Шевченко, в Американке было домов 30. До 1930 года поселенцы Американки жили за счёт того, что ловили рыбу и ходили в сопки охотиться. Четырёхлетняя школа стояла на песках у моря (на месте Североторга), затем её перевезли к 42-му магазину (здание школы не сохранилось). Семилетнюю школу заканчивали во Владимиро-Александровском. Церкви в Американке не было. До 1930-х годов священник приезжал сначала из Сучана, затем из Владимиро-Александровского и проводил службу в одном из домов Американки.
С Великой Отечественной войны 47 мужчин не вернулось в деревню. После войны под сопкой через Каменку построили вышки и бараки для заключённых. На улице Гоголевской, идущей вверх от 42-го магазина, в послевоенное время было построено несколько домов для служащих воинской части, которая располагалась на возвышенности.

### Постсоветский период
Основным источником сведений о жизни деревни, на который ссылаются многие краеведы, являются воспоминания старожила Ксении Захаровны Костыриной.
В музее имени Галины Гавриловны Шовбы во ВГУЭСе находится собрание предметов быта крестьян Американки. Учитель истории средней школы № 16 (ныне школа № 7) Шовба вела с учениками поисковую работу на месте бывшей Американки.
Деревенское кладбище Американки, располагавшееся в районе площади Партизан, горпищекомбината и центральной дороги, не сохранилось: оно было смыто при разливах речки Каменки. В 2010-е годы в парке ещё просматривались холмики могил.

### Американский сельский совет
В 1926 году в состав Американского сельского совета, помимо Американки, входили посёлки «Находка I бухта», «База Дальлеса» и Людянза, хутора Большая Юдигоу, Зорька и Лихачёва.

## Население
| 806 | ↘ 565 | ↘ 494 |